# チャットマサラ

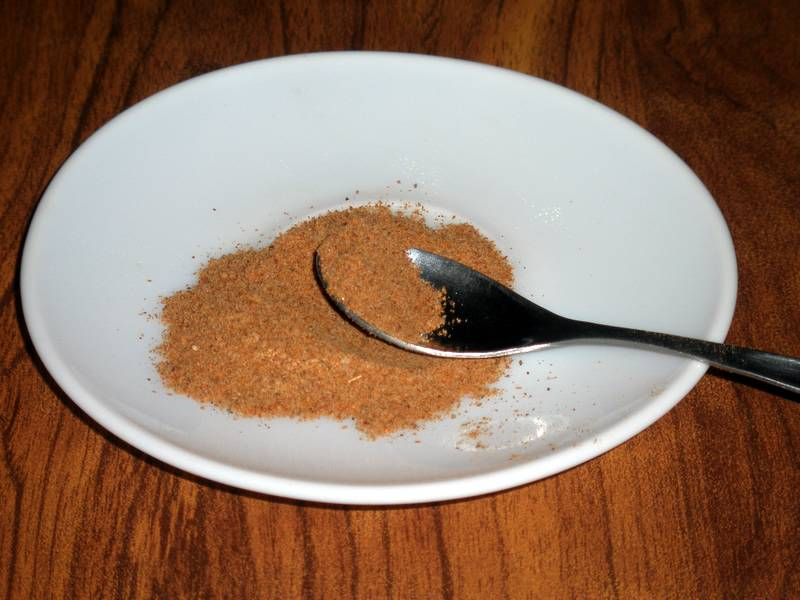
チャットマサラ

チャットマサラ(英: Chaat masala)とは、ガラムマサラにアムチュール(乾燥マンゴー粉末)やクミン、コリアンダー、アサフェティダ、乾燥生姜、塩、黒コショウ、チリパウダーなどを加えたミックススパイスである。インド亜大陸原産で、主にインド料理、バングラデシュ料理、パキスタン料理などで広く使用される。

## 概要
マンゴーやザクロの酸味と塩味の利いたミックススパイス。アサフェティダを配合するため硫黄臭がする。インドでは「ストリートフードのスパイス」と呼ばれている。インドでは、フルーツにかけて食べることも多い。